# تايلور دوغاس
تايلور دوغاس (بالإنجليزية: Taylor Dugas)‏ هو لاعب كرة قاعدة أمريكي، ولد في 15 ديسمبر 1989 في لافاييت في الولايات المتحدة.

## وصلات خارجية
- تايلور دوغاس على موقعبيزبول رفرنس.كوم (الدوري الثانوي) (الإنجليزية)